# 李承薰
李承薰（韓語：이승훈，1756年—1801年），字子述，號蔓川，聖名為伯多祿。朝鮮王朝時期學者，是最早正式受洗成為天主教信徒的朝鮮人，也是一位朝鮮天主教早期的殉道者。夫人羅州丁氏是知名初期朝鮮天主教信徒丁若銓的姊姊。在1756年生於漢城（今首爾）的兩班家庭。

## 接觸天主教
李承薰在故鄉時受到朝鮮王朝派往中國的使節帶回《天主實義》等天主教書籍產生的“天學”風氣影響而接觸天主教。1783年時受到天學研究者李檗所托，藉由隨李承薰擔任冬至使書狀官的父親李東郁前往清國北京處理外交事務的機會，隨使團前往北京以接觸在北京的天主教傳教士，藉此取得更多有關天主教的知識。最後他於1784年在北京北堂天主堂拜訪了耶穌會會士顧拉茂（Fr Jean de Grammont）學習了天主教教義。由於他是朝鮮史上第一位正式受洗的天主教信徒，因此1784年被朝鮮半島天主教視為開教之始。之後，他也將大量的天主教文物、書籍、聖像運回朝鮮。

## 自主傳教
因為當時尚未有正式的天主教神職人員派駐朝鮮，李承薰就自行為幾位初期的望教者施洗，包括幾位初期的朝鮮天主教領導者如李檗、丁若鍾、權日身等人，在李檗主導下他們借用譯官金範禹的住處自主的建立了初期的天主教會所「明禮坊」，並自行傳教。1785年3月這個團體被政府發現，且遭誤解為叛國的邪教組織而施予打壓，因而導致這個團體的消散，金範禹遭到處刑，而李檗也在不久後過世。

## 建立明道會
1787年李承薰、丁若鍾等人再度集結散失的信眾，組成明道會。並且模仿傳道書籍的內容由丁若鍾擔任會長，權日身做主教，李承薰和崔昌顯擔任神父，且自行施行天主教的聖事儀式。然而1789年時他們卻才發現這些職階的任命並不符合天主教的規範，故托人去拜訪當時的北京主教教湯士選（Alexander de Gouvea, 1751-1808），湯士選回應他們可以為信徒施洗，但是由於他們不是正式的神職人員，所以不能施行其他天主教教聖事。由於朝鮮政府依然不改對天主教的禁止態度，在1791年更發生了天主教教難「珍山事件」，因此湯士選遲遲不肯派遣神職人員到朝鮮，最後才在李承薰等人的請求下於1795年派遣與他同為遣使會會士周文謨神父到朝鮮秘密傳教，朝鮮的天主教才擁有了正式的神職體系。

## 死亡
由於當時天主教反對祭祖因而導致禮儀之爭，這股風氣也延燒到了朝鮮，最後在1801年導致了辛酉邪獄的發生，李承薰與一干教眾遭到逮捕，遭到處刑殉難而死。